# Las Albahacas
Las Albahacas é uma comuna da província de Córdoba, na Argentina.